# Aldolas
Aldolaser är enzymer som klyver fosfofruktos till dihydroxiaceton (DHAP) och glyceraldehyd-3-fosfat (G3P). Aldolas kan också producera DHAP från andra (3S,4R)-ketos-1-fosfater såsom fruktos 1-fosfat och sedoheptulos 1,7-bisfosfat. Glukoneogenes och Calvincykeln, som är anabola vägar, använder omvänd reaktion. Glykolys, en katabolisk väg, använder framåtreaktionen. Aldolas är indelat i två klasser efter mekanism. 
- Aldolas A klyver fruktos-1,6-bisfosfat i glykolysen.
- Aldolas B uttrycks i levern och klyver fruktos-1-fosfat. Detta är metabolismvägen för fruktos som intagits genom födan.

Ordet aldolas hänvisar också, mer allmänt, till ett enzym som utför en aldolidreaktion (skapar en aldol) eller dess omvända (klyvning av en aldol), såsom Sialinsyra aldolas, som bildar sialinsyra.

## Mekanism och struktur
Klass I-proteiner bildar en protonerad Schiff-basmellanprodukt som förbinder ett mycket bevarat aktivt platslysin med DHAP-karbonylkolet. Dessutom är tyrosinrester avgörande för denna mekanism för att fungera som stabiliserande väteacceptorer. Klass II-proteiner använder en annan mekanism som polariserar karbonylgruppen med en tvåvärd katjon som Zn2+. Escherichia coli galactitol operonprotein, gatY och N-acetyl galaktosaminoperonprotein, agaY, som är tagatos-bisfosfat aldolas, är homologer av klass II fruktos-bisfosfat aldolas. Två histidinrester i den första halvan av sekvensen av dessa homologer har visat sig vara involverade i bindning av zink.
Proteinunderenheterna i båda klasserna har var och en en α/β-domän vikta till ett TIM-fat som innehåller det aktiva stället. Flera underenheter monteras i hela proteinet. De två klasserna delar liten sekvensidentitet.
Med få undantag har endast klass I-proteiner hittats i djur, växter och grönalger. Med få undantag har endast klass II-proteiner hittats i svampar. Båda klasserna har hittats i stor utsträckning i andra eukaryoter och i bakterier. De två klasserna finns ofta tillsammans i samma organism. Växter och alger har plastidalt aldolas, ibland en relikt av endosymbios, förutom det vanliga cytosoliska aldolaset. Ett bifunktionellt fruktos-bisfosfataldolas/fosfatas, med klass I-mekanism, har hittats i stor utsträckning i arkéer och hos vissa bakterier. Den aktiva platsen för detta arkeala aldolas finns också i ett TIM-fat. 

## Glukoneogenes och glykolys
Glukoneogenes och glykolys delar en serie av sex reversibla reaktioner. I glukoneogenes reduceras glyceraldehyd-3-fosfat till fruktos 1,6-bisfosfat med aldolas. Vid glykolys framställs fruktos 1,6-bisfosfat till glyceraldehyd-3-fosfat och dihydroxiacetonfosfat genom användning av aldolas. Aldolaset som används vid glukoneogenes och glykolys är ett cytoplasmatiskt protein.
Tre former av klass I-protein finns hos ryggradsdjur. Aldolas A uttrycks företrädesvis i muskler och hjärna, aldolas B i lever, njure och i enterocyter och aldolas C i hjärnan. Aldolaserna A och C är huvudsakligen involverade i glykolys, medan aldolas B är involverat i både glykolys och glukoneogenes. Vissa defekter i aldolas B orsakar ärftlig fruktosintolerans. Metabolismen av fri fruktos i levern utnyttjar förmågan hos aldolas B att använda fruktos 1-fosfat som substrat. Archaeal fruktos-bisfosfat aldolas/fosfatas är förmodligen involverad i glukoneogenes eftersom dess produkt är fruktos 6-fosfat.

## Calvincykeln
Calvin-cykeln är en kolfixeringsväg och är en del av fotosyntesen, som omvandlar koldioxid och andra föreningar till glukos. Det och glukoneogenes delar en serie av fyra reversibla reaktioner. I båda vägarna reduceras 3-fosfoglycerat (3-PGA eller 3-PG) till fruktos 1,6-bisfosfat där aldolas katalyserar den sista reaktionen. En femte reaktion, katalyserad i båda vägarna av fruktos 1,6-bisfosfatas, hydrolyseras fruktosen 1-6-bisfosfat till fruktos 6-fosfat och oorganiskt fosfat. Den stora minskningen av fri energi gör denna reaktion irreversibel. I Calvincykeln katalyserar aldolas också produktionen av sedoheptulos 1,7-bisfosfat från DHAP och erytros-4-fosfat. De viktigaste produkterna i Calvincykeln är triosfosfat (TP), som är en blandning av DHAP och G3P och fruktos-6-fosfat. Båda behövs också för att regenerera RuBP. Aldolaset som används av växter och alger i Calvincykeln är vanligtvis ett plastidriktat protein som kodas av en kärngen.

## Moonlightingegenskaper
Aldolas har också varit inblandat i många "moonlighting" eller icke-katalytiska funktioner, baserat på dess bindningsaffinitet för flera andra proteiner såsom F-aktin, α-tubulin, lättkedjigt dynein, WASP, Band 3-anjonbytare, fosfolipas D (PLD2), glukostransportör GLUT4, inositoltrisfosfat, V-ATPas och ARNO (en guaninnukleotidutbytesfaktor för ARF6 ). Dessa föreningar tros vara övervägande involverade i cellulär struktur, men engagemang i endocytos, parasitinvasion, cytoskelettomläggning, cellmotilitet, membranproteinhandel och återvinning, signaltransduktion och vävnadsfackalisering har undersökts.